# Roger Nimier
Pour les articles homonymes, voir Nimier.
Roger Nimier, né le 31 octobre 1925 à Paris et mort le 28 septembre 1962 à Garches, est un écrivain français.
Également journaliste et scénariste, il est considéré comme le chef de file du mouvement littéraire dit des « Hussards ».

## Biographie

### Enfance et études
Fils de l'ingénieur Paul Nimier, et de Christiane Roussel, Roger Nimier de La Perrière naît le 31 octobre 1925, quatre ans après sa sœur Marie-Rose, née en 1921, et six ans après un premier Roger Nimier, né et mort en 1919. La famille habite boulevard Pereire, dans le 17e arrondissement de Paris. Son père meurt alors qu'il n'a que quatorze ans.
De 1933 à 1942, il fréquente le lycée Pasteur de Neuilly. Il y est un élève brillant ; Michel Tournier, son condisciple en classe de philosophie, juge sa précocité « un peu monstrueuse » et son intelligence et sa mémoire « hors du commun ». En 1942, il obtient un premier accessit au concours général de philosophie.
Après son baccalauréat, il commence des études à la Sorbonne à la rentrée de 1942, tout en étant employé par la maison de philatélie Miro, dirigée par son oncle.
Le 3 mars 1945, il s'engage au 2e régiment de hussards, situé à Tarbes ; il est démobilisé le 20 août 1945.

### Premiers romans
Nimier écrit dans un style proche de Giraudoux et de Cocteau un premier roman très autobiographique, L'Étrangère, qui sera publié après sa mort.
Il est publié pour la première fois à vingt-trois ans, avec Les Épées (1948), un bref roman qui raconte l'histoire d'un jeune homme passant de la Résistance à la Milice, dans le contexte de la Seconde Guerre mondiale.
Deux années plus tard, paraît son roman le plus célèbre, Le Hussard bleu, qui s'inscrit dans la veine des Épées et où reapparait le personnage de François Sanders.
En 1950 également paraissent le roman Perfide et Le Grand d'Espagne, un essai historico-politique au ton pamphlétaire qu'il conçoit comme un hommage à Georges Bernanos.
En 1951, Roger Nimier publie Les Enfants tristes, puis, en 1953, Histoire d'un amour.
Suivant le conseil de Jacques Chardonne, qui juge sa production de cinq livres en cinq ans, trop rapide, il décide alors de ne publier aucun roman pendant dix ans.
Entre-temps, Bernard Frank l'a sacré chef de file des Hussards en décembre 1952, dans un article célèbre paru dans Les Temps modernes, le nom de « Hussards » faisant référence au Hussard bleu.

### Édition, cinéma et critique littéraire
La période d'abstinence romanesque n'est pas pour autant une période de silence.
Nimier se consacre en particulier à la critique, notamment dans la revue Opéra qu'il dirige.
Il écrit pour le cinéma, un art qui le divertit beaucoup, notamment aux côtés de Louis Malle, avec qui il écrit le scénario d'Ascenseur pour l'échafaud.
Conseiller littéraire auprès de Gaston Gallimard à partir de fin 1956, il défend l'édition d'ouvrages par des auteurs politiquement compromis en mettant en avant leur valeur littéraire au-dessus des considérations politiques. Il s'oppose en cela à l'engagement sartrien. Il œuvre à l'édition et à la promotion du roman D'un château l'autre de Louis-Ferdinand Céline en 1957, alors que les précédents livres du romancier publiés après-guerre n'avaient pas rencontré de succès. François Mauriac est un des écrivains qui partagent cette opinion et il lui écrit ainsi un courrier avant de recevoir son prix Nobel : « Vous êtes le seul de votre génération. C'est vous qui délivrerez la littérature de l'engagement qui l'étouffe ».
Il œuvre à la réhabilitation littéraire de Céline, mais aussi de Morand et Chardonne, qui deviendront ses proches,. En 1950, il adhère à l'Association des amis de Robert Brasillach, et participe en 1955 à l'hommage qui lui est rendu par Défense de l'Occident.
Sur le chapitre politique, Nimier est d'une sensibilité patriotique et nationaliste, mais il est aussi anti-conformiste et féru de contradictions, et il ne se reconnaît dans aucune de ses manifestations. Il a pendant la guerre une inclination monarchiste - il écrit ainsi des chroniques dans l'hebdomadaire royaliste La Nation française -, puis une inclination gaulliste - il écrit ainsi dans deux revues du RPF - qui ne sera cependant que passagère. Il signe en 1960 le « Manifeste des intellectuels français », qui répond au Manifeste des 121 et soutient l'action de la France en Algérie.

### Retour au roman et mort accidentelle
Son ami Louis Malle vient tout juste de le solliciter pour l'adaptation au cinéma du Feu follet de Drieu la Rochelle lorsqu'il trouve la mort le 28 septembre 1962, dans un accident de voiture au volant de son Aston Martin DB4. Sa voiture percute un pylône de l'autoroute de l'Ouest sur le pont de la Celle-Saint-Cloud,, et l'écrivaine Sunsiaré de Larcône à ses côtés meurt aussi des suites de l'accident. Nimier allait avoir trente-sept ans. Amateur de voitures (il possédait aussi une Jaguar et une Delahaye), il en parlait souvent et écrivait à leur propos. Il avait conclu son roman Les Enfants tristes par la description d'un accident de voiture.
Son dernier roman, D'Artagnan amoureux, est publié quelques mois après. Ce roman posthume qui imagine le désarroi amoureux du héros de Dumas, annonçait peut-être une nouvelle phase dans l'œuvre de Nimier. Le roman est inachevé au jour de son décès et Antoine Blondin affirme en avoir écrit les deux derniers chapitres.
Les obsèques de Roger Nimier ont lieu le 3 octobre 1962 en la chapelle de l'hôpital de Garches, suivies par son inhumation, l'après-midi, au cimetière Saint-Michel de Saint-Brieuc où est également enterré le père d'Albert Camus.

## Mariage et descendance
Roger Nimier épouse Nadine Raoul-Duval (1927-2022), sœur cadette de Claude Raoul-Duval (1919-2018) (compagnon de la Libération) et arrière-petite-fille d'Edgar Raoul-Duval (1832-1887), député de l'Eure, lui-même petit-fils du célèbre économiste Jean-Baptiste Say (1767-1832).
Le couple a trois enfants, dont Martin (né en 1956) et l'écrivaine Marie Nimier (née en 1957).

## Hommages
- Un prix littéraire porte son nom, le prix Roger-Nimier.
- Une rue porte son nom à Saint-Brieuc (Côtes-d'Armor).

## Œuvres
- 1948 : Les Épées, roman, Gallimard, 213 pages.
- 1950 : Perfide, roman, Gallimard, 221 pages.
- 1950 : Le Grand d'Espagne, essai, La Table ronde, 240 pages.
- 1950 : Le Hussard bleu, roman, Gallimard, 334 pages,  (ISBN 978-2-07-036986-7) .
- 1951 : Amour et Néant, essai, Gallimard, 194 pages. Mise en vente : printemps 1953.
- 1951 : Les Enfants tristes, roman, Gallimard, 331 pages.
- 1953 : Histoire d’un amour, roman, Gallimard, 277 pages ; adapté au cinéma en 1961 par Jean Valère  dans le film Les Grandes Personnes.

Publiées à titre posthume :
- 1962 : D'Artagnan amoureux ou Cinq ans avant, roman, Gallimard, 283 pages ; adapté à la télévision.
- 1965 : Journées de lecture, préface de Marcel Jouhandeau, Gallimard, 274 pages.
- 1968 : L’Étrangère, préface de Paul Morand, Gallimard, 219 pages.
- 1981 : L’Élève d’Aristote, Gallimard, éd. établie, introduite et annotée par Marc Dambre, 285 pages.
- 1986 : Paméla eut le tort de répéter sa phrase, nouvelle illustrée par une lithographie originale de Bengt Lindström, éd. établie et présentée par Marc Dambre, préfacée par Dominique Rolin, tirée à 165 exemplaires dont 15 hors commerce, imprimée par l’Imprimerie Nationale sur vélin d'Arches (32,5 cm x 24,7), placée sous emboîtage toilé comportant la reproduction de la signature des artistes, Association des Cahiers Roger Nimier éditeur, 2e trimestre, 23 pages.
- 1989 : Les Indes galandes, nouvelles et contes, Rivages, éd. établie et présentée par Marc Dambre.
- 1990 : Les Écrivains sont-ils bêtes ? , essais, Rivages, choix établi, annoté et préfacé par Marc Dambre.
- 1999 : Variétés, L'Air du temps (1945-1962), Arléa, textes choisis et présentés par Marc Dambre.

## Filmographie

### Scénariste
- 1953 : Les Vaincus, avec Michelangelo Antonioni
- 1958 : Ascenseur pour l'échafaud, avec Louis Malle
- 1961 : L'Affaire Nina B., dialogues et adaptation avec Robert Siodmak

### Adaptation à l'écran
- 1961 : Les Grandes Personnes de Jean Valère, d'après Histoire d'un amour, scénario et dialogues de Roger Nimier et Jean Valère, avec Jean Seberg, Maurice Ronet et Micheline Presle
- 1977 : D'Artagnan amoureux, d'après D’Artagnan amoureux ou Cinq ans avant, feuilleton en cinq épisodes adapté par Jean-Louis Bory et réalisé par Yannick Andréi avec Nicolas Silberg, Marie-Georges Pascal, Aniouta Florent et Pascale Roberts